# Internationale Essener Songtage
Die Internationalen Essener Songtage 1968, auch abgekürzt als IEST, waren ein Festival für Rock, Pop, Chanson, Folksong, Undergroundmusik, Kabarett und Poesie, das vom 25. bis zum 29. September 1968 in Essen stattfand. Es gilt als die Geburtsstunde eigenständiger deutscher Rockmusik.

## Organisation
Die IEST wurden von der Arbeitsgemeinschaft Internationale Essener Song-Tage gemeinsam mit dem Jugendamt der Stadt Essen (Stadtjugendpfleger Horst Stein) veranstaltet. Die Leitung der Arbeitsgemeinschaft Internationale Essener Song-Tage hatte Rolf-Ulrich Kaiser inne, als Geschäftsführer fungierte Bernd Witthüser. Die künstlerische Leitung oblag neben R. U. Kaiser Martin Degenhardt (dem Bruder des Liedermachers Franz Josef Degenhardt) sowie dem Autor und Veranstalter Thomas (Tom) Schroeder. Die Pressearbeit wurde von Henryk M. Broder geleistet. Das Sekretariat wurde von Susanne Schaude geleitet und Reinhard Hippen betreute die Kabarettveranstaltungen. Leiter des Jugendzentrums war Bernhard Graf von Schmettow, der maßgeblich an der Detailorganisation von Veranstaltungen im Jugendzentrum beteiligt war. Weiterhin halfen viele Freiwillige in verschiedenen Bereichen wie z. B. Künstlerbetreuung (23 mehrsprachige Hostessen unter der Leitung von Detlev Mahnert), Kartenverkauf, Bühnenansage und Diskussionsmoderation.

### Beirat
Im Beirat arbeiten unter der Bezeichnung IEST-Braintrust unter anderem Klaus Budzinski, Hanns Dieter Hüsch, Alexis Korner, Ferdinand Kriwet, Aleksander Kulisiewicz, Tuli Kupferberg, Horst Lippmann, Fritz Rau, Dieter Süverkrüp, Siegfried Schmidt-Joos und Frank Zappa.

### Finanzierung
Die Stadt Essen leistete eine Bürgschaft von 300.000 DM. Zur weiteren Finanzierung dienten zum einen die Eintrittsentgelte, für die Veranstaltungen wurden Entgelte zwischen 3 DM und 7 DM erhoben – einige Veranstaltungen konnten auch kostenfrei besucht werden – und der Verkauf eines Song-Magazin genannten Programmheftes. Im Song-Magazin inserierten auf 24 Seiten hauptsächlich Buch- und Musikverlage (EMI, Polyphon, Hoffman und Campe, geburtstagspresse, Blanvalet, Melzer, Scherz, rororo, fontana, Philips, Suhrkamp, Europäische Verlagsanstalt, dtv, Elektra/Metronome, Teldec) aber auch die Lufthansa, Coca-Cola und Dynacord schalteten hier Anzeigen und trugen damit zur Finanzierung des Festivals bei.

### Spielstätten
Die Songtage fanden an zahlreichen Orten in der ganzen Stadt statt, von großen wie der Grugahalle oder auf dem Kennedyplatz in der City über mittelgroße wie dem Großen Saal des Jugendzentrums, dem Saalbau Essen oder der Aula der Pädagogischen Hochschule, aber auch in kleineren Spielstätten wie der Dubois-Arena, dem Olympia-Kino oder der Diskothek pop-in.
Gäste und auch einige Künstler schliefen kostenlos in einer Zeltstadt im Emil-Frick-Heim am Baldeneysee; ein ebenfalls kostenloser Shuttlebus sorgte für die Stadtverbindung.

### Song-Magazin
Parallel zum Festival erschien ein Magazin, herausgegeben vom Jugendamt der Stadt Essen. Redakteure waren Henryk M. Broder, Martin Degenhardt und Rolf-Ulrich Kaiser. Für die Illustrationen und Gestaltung zeichneten Gertrude Degenhardt und Reinhard Hippen verantwortlich, Texte kamen von Martin Degenhardt, Reinhard Hippen, Rolf-Ulrich Kaiser und Thomas Schroeder. In diesem Magazin stellte Kaiser die Intention des Festivals vor als ein „Musikhappening, das bewusstseinserweiternd und bewusstseinserweitert, psychedelisch, andere Erlebnisweisen erschließt und somit eher emotional das Erworbene und Gewohnte in Frage stellt.“ Eine Anzeige der geburtstagspresse im Song-Magazin zeigte eine Grafik, die einen flammenden Penis als Hals und Kopf auf einem nackten weiblichen Oberkörper darstellte; diese musste per Hand auf den verkauften Exemplaren überstempelt werden.

## Eröffnung
Beim offiziellen Empfang der Künstler durch die Stadt in Anwesenheit des damaligen Oberbürgermeisters Wilhelm Nieswandt kam es zum Eklat, als die geschlossene Veranstaltung von Besuchern gesprengt wurde, Nieswandt verließ überfordert fluchtartig den Saal.

## Künstler
Die Internationalen Essener Songtage waren zu ihrer Zeit das größte europäische Festival der populären Musik. In fünf Tagen sahen 40.000 Zuschauer 43 Programmpunkte mit über 150 Künstlern. Es fanden Konzerte, Multimedia-Events und Diskussionsveranstaltungen statt. Als Künstler beteiligt waren unter anderen:
- Rick Abao
- Derroll Adams
- Amon Düül
- Djani Bihler
- Blossom Toes
- Franz Josef Bogner
- Peter Brötzmann
- Tim Buckley
- Die City Preachers
- Die vier Conrads
- Miel Cools
- Cuby + Blizzards
- Bob Davenport & The Rakes
- Franz Josef Degenhardt
- Julie Driscoll, Brian Auger & The Trinity
- Family
- Julie Felix
- Floh de Cologne
- The Fugs mit Tuli Kupferberg
- Guru Guru mit Mani Neumeier, Uli Trepte
- Hein & Oss
- Gerd Hübinger und Swjatoslaw Petrowa (Lightshow Living Screen)
- Hanns Dieter Hüsch
- Insterburg & Co.
- Joan (Esteller) & José (Suarez)
- Alexis Korner
- Ferdinand Kriwet
- Alex Kulisiewicz
- Meditation (Werner Koenen, Rochus Kuhn, Friedhelm Olfen, Günter Zins, Michael Kemkes)
- The Mothers of Invention
- Olympic mit Petr Janda
- David Peel
- Schnuckenack Reinhardt
- Rolf Schwendter
- Soul Caravan (später Xhol Caravan)
- St. Giles System
- Dieter Süverkrüp
- Tangerine Dream
- Time is Now mit Gunter Hampel und John McLaughlin
- Ulli und Fredrik
- Hannes Wader
- Colin Wilkie & Shirley Hart
- Bernd Witthüser

Referate (Frühschoppen):
- Theo Herrmann
- Rolf-Ulrich Kaiser
- Hannjost Lixfeld
- Manfred Miller

## Weiteres Programm
Zusätzlich zu den Konzerten gab es auch zahlreiche nichtmusikalische Veranstaltungen wie Diskussionsrunden, Kabarettveranstaltungen und Performances.

### IEST-Wettbewerb für neue Lieder 1968
Eine Jury, bestehend aus Henryk M. Broder, Martin Degenhardt, Reinhard Hippen und Rolf-Ulrich Kaiser, bewertete 53 Einsendungen zum IEST-68-Wettbewerb für neue Lieder. Sie befanden keinen Beitrag eines ersten Preises würdig und vergaben auch den Sonderpreis für die beste Interpretation eines alten Liedes nicht. Sie benannten vier Preisträger:
- Eckart Brücken, Angermund, für Leute, macht keine Kinder;
- Christian Geißendörfer, Wunsiedel,[3] für Die Geschichte vom Pfaffenleben und der Freiheit;
- Diether Dehm, Frankfurt, als „Lerryn“ für Karriere; und
- Ulrich Roski, Berlin, für Beschreibung eines Kampfes.[4]

### IEST-Frühschoppen
An drei Tagen wurden im Jugendzentrum Seminare und Diskussionen unter dem Thema Das Lied als Ausdrucksform unserer Zeit – Eine Serie mit Text und Theorie gehalten.
- Hannsjost Lixfeld: Das Lied als Spiegel der gesellschaftlichen und politischen Situation
- Theo Herrmann: Psychologische Aspekte des Protestsongs
- Manfred Miller: Die musikalischen Quellen des neuen Liedes

Diskussion: Integration
- Rolf-Ulrich Kaiser: Song und Aktion

Diskussion: Agitation

### Ausstellung und Zeitschrift
Im Jugendzentrum fand die Ausstellung song-documenta statt, die Schallplatten, Zeitungen, Poster aus dem Bereich Pop, Chanson, Folksong, Underground ausstellte und verkaufte.
Das Song-Magazin IEST 68 wurde zum Vorläufer einer Anthologie, die Rolf-Ulrich Kaiser noch im selben Jahr (1968) publizierte: Protestfibel. Formen einer neuen Kultur. (Scherz Verlag, Bern/München/Wien)

## Berichterstattung
Mehrere Radiosender und das Fernsehen berichteten über das Festival; von besonderer Bedeutung sind einmal der Film von Henric L. Wuermeling, Zwischen Pop und Politik. Die Internationalen Essener Songtage 1968 (45', Bayerischer Rundfunk 1968) und der 1988 für das Dritte Fernsehprogramm des WDR gedrehte Dokumentarfilm Schöne Poesie ist Krampf im Klassenkampf, Essener Songtage 1968 von Michael und Joachim Rüsenberg, für den die beiden 1989 mit dem Adolf-Grimme-Preis mit Silber ausgezeichnet wurden.
Am 2. Mai 2018 strahlte der WDR in seinem 5. Hörfunkprogramm eine fast zweistündige Collage von Tom Schroeder zum Thema IEST 68 – 50 Jahre danach – aus: Tom Schroeder: Internationale Essener Song Tage 1968: Die Festivalrevolte im Pott – Nackte Wahrheiten und sehr subjektive Eindrücke eines Ansagers und Mitveranstalters.

## Bewertung
Die Internationalen Essener Songtage fanden 15 Monate nach dem Monterey Pop Festival und 11 Monate vor dem Woodstock-Festival statt. Das Festival präsentierte viele Gruppen und Künstler erstmals in Deutschland. Kaiser pries das Festival im Begleitheft als „Musikhappening, das bewußtseinserweiternd und bewußtseinserweitert, psychedelisch, andere Erlebnisweisen erschließt und somit eher emotional das Erworbene und Gewohnte in Frage stellt.“

„Im Unterschied zu Monterey Pop waren die Songtage nicht primär als Pop Festival konzipiert; vielmehr ging es dem Organisationsteam darum, neben Pop auch Chanson, Folklore, politische Lieder, aber auch Kabarett und Mixed Media-Veranstaltungen als kulturelle Formen einer engagierten und sozialen Realität der Bundesrepublik zu präsentieren. Die Heterogenität und Bandbreite der auf den Songtagen präsentierten musikalischen und künstlerischen Beiträge einerseits, die theoretische und ideologische Überfrachtung des Festivals andererseits, machten die Songtage in der Tat zu einem einmaligen Erlebnis deutscher Popgeschichte.“

„Berühmt wurde Rolf Ulrich Kaiser als Katalysator und Ideengeber für die IEST, die als erste und größte Manifestation des kontinental-europäischen Underground der 60er Jahre Geschichte machte.“

Das Festival gilt als Debüt einer eigenständigen deutschen Rockmusik. Führende amerikanische Undergroundkünstler und deutsche Rockmusiker wurden – zumeist erstmals – einem großen Publikum präsentiert. Das Festival war durch den konzentrierten Auftritt so vieler progressiver Gruppen äußerst einflussreich für den entstehenden Krautrock und Politrock.
Die Idee der Organisatoren war es, vor allem solche Künstler zu verpflichten, die am besten die Sprünge und Verwerfungen der politischen und kulturellen Gegenwart reflektieren. So versuchte im Rahmen des Festivals eine Ausstellung, die Bedeutung der Pop-Folk-Musik und des Underground zu verdeutlichen.
Die damals revolutionäre Idee eines Festivals, das gleichermaßen von einer städtischen Behörde (hier Jugendamt Essen) und freien Veranstaltern getragen wurde und eine Vielzahl künstlerischer Ausdrucksformen einschließlich politischer Diskussionen beinhaltete, setzte sich andernorts fort: Das Modell ist heute noch die Grundlage des erfolgreichen jährlichen Open Ohr Festivals in Mainz. Auch die drei Essener Pop&Blues-Festivals in der Grugahalle 1969 und 1970 sollten die Tradition der Essener Songtage fortsetzen.

### Bilder
- Song-Magazin IEST 68 Rück- und Vorder-Seite
- Song-Magazin IEST 68 Vorder-Seite
- IEST 68 Logo (und Programm [WAZ])
- IEST 68 Logo, Anzeigengrafik der geburtstagspresse im „Song-Magazin“
- Bilder aus dem Buch Zappa, Zoff und Zwischentöne

### Texte
- Extase bis zur Bewusstlosigkeit. Spiegel Online
- Die Krautrock-Story. krautrockseite.de
- A brief summary of German rock music. scaruffi.com
- Wolfgang Layer: „K“ wie Kaiser, „K“ wie Kosmos – Der Macher. thing.de
- Detlev Mahnert: Popgeschichte der 60-er Jahre. mahnert-online.de
- Rolf-Ulrich Kaiser, Prophet der kosmischen Musik (Éric Deshayes, übersetzt von Detlev Mahnert) mahnert-online.de
- Marco Neumaier: „Ein Augen- und Ohrenflug zum letzten Himmel“ – Die deutsche Rockszene um 1969. rzuser.uni-heidelberg.de/~kschulte
- Everybody’s Darling, Film über Uschi Obermaier. Süddeutsche Zeitung.
- Michael Rüsenberg (Memento vom 20. April 2009 im Internet Archive) WDR JazzRadio
- Christoph Wagner: Deutschlands Woodstock. folker.de
- spurensicherung – roots and traces #021. disaster essen 1968. sixteen seconds. siemers.podspot.de
- Essen und andere Lecker Sachen. geschichte.nrw.de
- Die Essener Songtage und heiße Rocknächte
- Blossom Toes – Gigography
- Der Manager erzählt … Tuli Kupferberg und Frank Zappa. musikzirkus.eu
- Gunter Hampel – John McLaughlin – Frank Zappa – Essener Songtage – 1968 – DVD (PAL) on DIME. zappateers.com
- Weiterführende Links zu den Essener Songtagen. zappateers.com
- Detlev Mahnerts IEST Projekt.